# Kim Plainfield
Kim Plainfield (* 24. März 1954 in Seattle, Washington; † 8. April 2017 in Tomkins Cove, New York) war ein US-amerikanischer Schlagzeuger und Komponist.

## Leben
Plainfield stammt aus der San Francisco Bay Area und zog 1977 nach New York um. Mit zahlreichen Auftritten und Studioaufnahmen begann er dort seine Karriere, die ihn zunächst zu Mingo Lewis und den Pointer Sisters brachten. Weitere musikalische Wegbegleiter Plainfields waren beispielsweise Bill Connors, Didier Lockwood und Jon Lucien.
Plainfield war seit 2002 Associate Professor für Perkussion am Berklee College of Music. Ferner war er seit 2009 ein Mitglied des Lehrkörpers am Outreach Festival & Academy Schwaz.
Plainfield ist als Studiomusiker auf zahllosen Produktionen zu hören unter anderem bei Pat Thrall, Adam Holzman, Mino Cinelu und Edgar Winter. Im Bereich des Jazz war er von 1980 bis 2006 an 34 Aufnahmesessions beteiligt, u. a. bei Ann Burton, Bill Connors, Didier Lockwood, Tania Maria und Jon Lucien. Daneben  veröffentlichte auch zwei Alben unter eigenem Namen.

## Diskografie
- Night and Day (Mis, 2005), mit Lincoln Goines, Jon Lucien, Bill O’Connell, Alex Foster, Didier Lockwood, Myra Casales, Dan Carillo, Rüdiger Eisenhauer, Bill Connors, Adam Holzman und Pat Thrall
- Jacob’s Ladder (ESC, 2011), mit Sheryl Bailey, Bill O’Connell und Lincoln Goines